# Cantó de Combeaufontaine
El cantó de Combeaufontaine és un cantó francès del departament de l'Alt Saona, situat al districte de Vesoul. Té 16 municipis i el cap és Combeaufontaine.

## Municipis
- Aboncourt-Gesincourt
- Arbecey
- Augicourt
- Bougey
- Chargey-lès-Port
- Combeaufontaine
- Cornot
- Fouchécourt
- Gevigney-et-Mercey
- Gourgeon
- Lambrey
- Melin
- La Neuvelle-lès-Scey
- Oigney
- Purgerot
- Semmadon

## Història
| Data d'elecció                           | Identitat            | Partit                     | Qualitat |
| ---------------------------------------- | -------------------- | -------------------------- | -------- |
| 1945-1955                                | M. Perrin            | Radical                    |          |
| 1955-1976                                | Émile Bichet         | Divers droite              |          |
| 1976-1985                                | M. Spitz             | divers droite, després RPR |          |
| 1985-1992                                | Louis Mennetrey      | UDF                        |          |
| 1992-2003                                | Henri Mariotte       | RPR                        |          |
| 2003-                                    | Joëlle Laure-Libersa | Divers gauche              |          |
| les dades anteriors no són pas conegudes |                      |                            |          |
|                                          |                      |                            |          |

## Demografia
| A partir de 1990: Població sense dobles comptes |